# Dr. Horrible's Sing-Along Blog
Dr. Horrible's Sing-Along Blog je kratka mjuzikl serija napravljena isključivo za distribuciju putem Interneta. Mjuzikl priča priču o Dr. Horribleu, čija je najveća želja da bude primljen u Zlu ligu zla ("Evil League of Evil"); Captain Hammeru, njegovom najvećem neprijatelju, i Penny, djevojci u koju su obojica zaljubljeni.
Scenarij je napisao scenarist/redatelj Joss Whedon, njegova braća Zack Whedon i Jed Whedon, i glumica Maurissa Tancharoen. Scenarij je napisan tijekom štrajka američkih scenarista 2008. godine. Ideja je bila da se stvori nešto malo i jeftino, no ipak profesionalno napravljeno, na način koji će zaobići probleme zbog kojih su scenaristi štrajkali. 31. listopada 2008. magazin "Time" stavio je "Dr. Horrible's Sing-Along Blog" na 15 mjesto liste "Top 50 izuma u 2008. godini". Serija je osvojila i People's Choice Award za "Najomiljeniju online senzaciju", a 2009. godine nagradu Hugo za najbolji dramski uradak (kratka forma). 
Na prvoj godišnjoj dodijeli nagrada Streamy za web televiziju, serija je osvojila sedam nagrada: Najbolja web serija po izboru publike, Najbolja režija humoristične web serije, Najbolji scenarij humoristične web serije, Najbolji glumac u humorističnoj web seriji (Neil Patrick Harris), Najbolja montaža, Najbolja fotografija i Najbolja originalna glazba. 
Na dodjeli Emmyja za udarne termine 2009. godine serija je dobila nagradu Primetime Emmy Award for Outstanding Special Class - Short-format Live-Action Entertainment Programs.

## Zaplet
Dr. Horrible's Sing-Along Blog se sastoji od tri dijela od kojih svaki traje oko 14 minuta. Na Internetu su bili objavljeni kao zasebne epizode, s dva dana razmaka između emitiranja.

### Prvi čin
Dr. Horrible snima video za svoj video blog, govori o svojim planovima i odgovara na elektroničku poštu svojih gledatelja. Upitan o "njoj" koju često spominje, on počinje pjevati o Penny, djevojci u koju se zaljubio u praonici rublja ("My Freeze Ray").
Pjesmu prekida njegov prijatelj Moist, koji mu donosi pismo od Bad Horsea, vođe Zle lige zla. Pismo obaviještava Horriblea da se njegova prijava za Ligu treba ocijeniti, i da će promatrati njegov sljedeći zločin ("Bad Horse Chorus").
Sljedeći dan, Horrible se priprema ukrasti kovčeg s wonderfloniumom, koji mu je potreban za njegov Freeze Ray, koji može zaustaviti vrijeme, tako što će daljinski upravljati vozilom koje ga prevozi. Penny se slučajno nalazi u istoj ulici ("Caring Hands"), te se pojavljuje pitajući ga da potpiše peticiju, kako bi grad pretvorio određenu zgradu u sklonište za beskućnike. Međutim, daljinski upravljač zahtijeva Horribleovu pažnju, te se čini da on nije zainteresiran za Penny i njezinu peticiju. Nakon njezina odlaska, Horrible je neodlučan što učiniti, no na kraju ipak odlučuje ukrasti wonderflonium ("A Man's Gotta Do").
Kada Horrible daljinski odveze vozilo, pojavljuje se Captain Hammer i uništava prijemnik, zbog čega vozilo izvan kontrole kreće prema Penny. Hammer ju gura s puta (u hrpu smeća) u trenutku kad Horrible uspijeva vratiti kontrolu nad vozilom, zbog čega se čini da ga je Hammer zaustavio golim rukama. Njih dvojica se sukobljavaju, no Penny se pojavljuje kako bi zahvalila Hammeru, zbog čega on pušta Horriblea. Dok Penny i Hammer pjevaju jedan drugome, Horrible odlazi s wonderfloniumom.

### Drugi čin
Dr. Horrible uhodi Penny i Hammera na njihovim izlascima; Horrible pjeva o bijedi ljudskog stanja, a Penny o nadi i mogućnosti iskupljenja ("My Eyes"). Penny i Horrible, kojeg ona zna kao Billyja, počinju razgovarati kao prijatelji.
Na svom blogu Horrible otkriva kako je Freeze Ray dovršen i kako ga planira upotrijebiti sljedeći dan. Sljedeći video otkriva kako nije uspio, jer Hammer i policija prate njegov blog, te su ga uspjeli spriječiti u njegovom planu. Tada prima poziv od Bad Horsea, koji mu poručuje kako je sada ubojstvo jedini način da bude primljen u Ligu ("Bad Horse Chorus (Reprise)"). Horrible je u konfliktu i ne može odlučiti želi li uopće počiniti ubojstvo.
Dok Billy, u praonici rublja, priča s Penny o svojim problemima ("Penny's Song"), Penny spominje kako Hammer planira navratiti. Billy se uspaničari i pokuša otići, samo da bi se sudario s Hammerom na izlazu. Njih dvojica se pretvaraju kako se ne poznaju, no kada ih Penny ostavi same, Hammer počinje provocirati Horriblea, govoreći mu kako će spavati s Penny samo zato što je on zaljubljen u nju. Horrible tada odlučuje ubiti Hammera ("Brand New Day").

### Treći čin
Dok se u Los Angelesu priča o Hammerovom pomaganju beskućnicima, Penny razmišlja o svom odnosu s Hammerom, čekajući Billyja u praonici rublja kako bi s njim podijelila smrznuti jogurt. Za to vrijeme Horrible opsesivno radi na konstruiranju Death Raya, oružja kojim će ubiti Hammera ("So They Say").
Na otvaranju novog skloništa za beskućnike, na kojem treba biti otkrivena Hammerova statua, Hammer počinje svoj govor hvaleći beskućnike, no govor uskoro prelazi u sebičnu samohvalu njegovih odlika i odnosa s Penny ("Everyone's a Hero"). Penny, osramoćena, tiho pokušava otići dok se publika pridružuje Hammeru u pjevanju, no iznenada ih prekida Dr. Horrible, koji koristi Freeze Ray na Hammeru, prekidajući njegovu pjesmu. Dr. Horrible provocira šokiranu publiku i izjavljuje kako ne znaju prepoznati "kliženje" Hammerove obmane, te otkriva drugo, smrtonosnije lasersko oružje: njegov dovršen Death Ray ("Slipping").
Horrible na kraju usmijerava oružje u Hammera, no oklijeva, dok u isto vrijeme Freeze Ray neočekivano zakazuje, nakon čega ga Hammer baca kroz prostoriju. Oružje mu ispada iz ruke. Hammer ga uzima, okreće prema Horribleu, te pobjedonosno završava svoju ranije prekinutu pjesmu. Međutim, nakon što povuče okidač, puška mu eksplodira u rukama, ozljeđuje ga i uzrokuje mu bol po prvi put u životu. On bježi, plačući. Dr. Horrible odjednom shvaća da je uspio pobijediti svog najvećeg neprijatelja, bez da je ozlijedio ikoga drugog... osim Penny, koja je pogođena šrapnelom eksplodirane puške. Ona umire na Horribleovim rukama, uvjeravajući ga, u deliriju, kako će ih Hammer spasiti.
Dr. Horrible proglašava ironičnu pobijedu, jer "svijet koji sam želio, pod mojim je nogama" ("the world I wanted, at my feet"). Kao posljedica ovoga, Horrible postaje član Lige, praveći zabavu kako bi to proslavio, nakon čega zauzima mjesto u Ligi. Na kraju se okreće prema kameri, govoreći kako "sada je noćna mora stvarna" ("now the nightmare's real"), da će "natjerati cijeli svijet da poklekne" ("to make the whole world kneel") i da "neću osjetiti..." ("I won't feel..."). Završava ovu rečenicu sa "...ništa" ("...a thing"), ironično, izvan kostima, kao Billy, u posljednjem videu na blogu ("Everything You Ever").

## Soundtrack
Mjuzikl se sastoji od 14 pjesama, uključujući početnu i odjavnu špicu, koje u vrijeme emitiranja nisu bile imenovane. Soundtrack je pušten u prodaju preko iTunesa 1. rujna 2008. te na CD-u 15. prosinca.
Soundtrack je ušao na listu Top 40 albuma nakon emitiranja serije, iako je tada bio dostupan samo preko iTunesa.

### Pjesme
Prvi čin
- "Dr. Horrible Theme" — instrumental
- "My Freeze Ray" — Dr. Horrible
- "Bad Horse Chorus" — Bad Horse Chorus
- "Caring Hands" — Penny
- "A Man's Gotta Do" — Dr. Horrible, Penny, Captain Hammer

Drugi čin
- "Dr. Horrible Theme" — instrumental
- "My Eyes" — Dr. Horrible, Penny
- "Bad Horse Chorus (Reprise)" — Bad Horse Chorus
- "Penny's Song" — Penny
- "Brand New Day" — Dr. Horrible

Treći čin
- "Dr. Horrible Theme" — instrumental
- "So They Say" — Radnici, obožavatelji Captain Hammera, Penny, Captain Hammer, voditelji vijesti, Dr. Horrible
- "Everyone's a Hero" — Captain Hammer, obožavatelji
- "Slipping" — Dr. Horrible
- "Everything You Ever" — Dr. Horrible, obožavatelji
- "End Credits" — instrumental

## Glumci
- Neil Patrick Harris je Dr. Horrible/Billy: Najveća mu je želja da bude primljen u Zlu ligu zla ("Evil League of Evil"). Svoje izume koristi kako bi zavladao svijetom i proveo društvene promjene za poboljšanje čovječanstva, koje on smatra ignorantskim prema problemima u svijetu. Kao Billy, on pokušava ostvariti romantičnu vezu s Penny.
- Felicia Day  je Penny: Horribleov ljubavni interes, djevojka koju je upoznao u praonici rublja. Ona je idealistička i darežljiva volonterka u skloništu za beskućnike. Njezin optimizam je potpuno suprotan Billyjevom cinizmu i mizantropiji, a njezino dobročinstvo Hammerovu narcizmu.
- Nathan Fillion je Captain Hammer: Najveći protivnik Dr. Horriblea. Hammer je sebičan super junak koji ima nadljudsku snagu te je gotovo neranjiv, iako je očito da je on antagonist. Obožava uznemiravati Horriblea i kad nema razloga za to.
- Simon Helberg je Moist: Prijatelj Dr. Horriblea, koji može biti viđen kako pomaže Dr. Horribleu u pljački banke.

Nekoliko kolega Jossa Whedona ima cameo uloge u seriji. Marti Noxon, jedna od producentica serije Buffy, ubojica vampira, pojavljuje se kao voditeljica vijesti, skupa sa scenaristom serije Angel, Davidom Furyjem. Scenaristi serije Buffy, ubojica vampira, Doug Petrie i Drew Goddard, te Jed Whedon se pojavljuju kao članovi Zle lige zla. Jed, Joss, i Zack Whedon otpjevali su "Bad Horse Chorus" i "Bad Horse Chorus (Reprise)" pjesme, a Maurissa Tancharoen je glumila groupie djevojku, te bila i prateći vokal u pjesmi "Everything You Ever."

## Produkcija
Whedon je projekt financirao svojim novcem (uložio je malo više od 200 000 dolara) te je uživao u neovisnosti o filmskim studijima. "Sloboda je veličanstvena", komentirao je. "Činjenica je da sam imao dobre odnose sa studijima, i surađivao sam s mnogim pametnim direktorima. No postoji razlika kada jednostavno možete napraviti nešto što želite." Budući da je riječ o web seriji, projekt je imao manje ograničenja, a Whedon je imao "slobodu da jednostavno pustimo radnju priče da odredi koliko će duga biti. Nismo morali sve strpati u priču - bilo je puno toga - no mogli smo staviti ono što smo željeli i pustiti da se priča dalje razvija. Ciljali smo na trideset minuta, dobili smo četrdeset i dvije, i to nije problem." Neke pjesme bile su inspirirane djelima Stephena Sondheima.
Produkcija DVD-a je uključivala i natječaj objavljen na Comic-Conu - Produkcijski tim će prihvaćati kratke filmove od fanova, koji bi u tri minute trebali objasniti zašto bi trebali biti primljeni u Zlu Ligu Zla. Pobijednički filmovi su dodani na DVD izdanje.

## Distribucija
Whedon je bio izjavio kako je plan bio da se serije objave na Internetu, te nakon toga na iTunesu, kako bi se prodajom skupio novac da se plati glumcima i ekipi. Ako bi ovo bilo dovoljno uspješno, bilo bi odobreno DVD izdanje, za koje je Whedon planirao "zadivljujuće dodatke".

### Internet
Epizode su prvi put emitirane na službenoj stranici serije, preko Hulua. Gledanje je bilo besplatno, a epizode su bile dostupne međunarodno (što je bilo neobično za servis koji obično nije dostupan korisnicima izvan Sjedinjenih Američkih Država). Prvi čin je premijerno prikazan 15. srpnja 2008. Drugi čin uslijedio je dva dana kasnije, 17. srpnja, a Treći čin prikazan je 19. srpnja. Epizode su maknute sa stranice 20. srpnja, no ponovno su postale dostupne 28. srpnja. Serije su kasnije postale nedostupne korisnicima izvan Sjedinjenih Država.

### DVD i Blu-ray izdanje
28. studenog 2008. na službenoj Dr. Horrible stranici je objavljeno kako će se uzimati prednarudžbe za DVD. Sljedeći dan Tubefiller je izvjestio kako prednarudžbe "bujaju". DVD se počeo prodavati na stranici Amazon.com 19. prosinca 2008. te nije imao kod regije.
Blu-ray izdanje će biti pušteno u prodaju 25. svibnja 2010.

### Zarada
Sva zarada od prodaje preko iTunesa i DVD izdanja išla je glumcima i ekipi, koji nisu bili plaćeni u vrijeme snimanja.
28. prosinca 2008. Joss Whedon je objavio kako je skupljeno dovoljno novca za plaćanje ekipe i računa.

## Nagrade i nominacije

### Nagrade
Nagrada Hugo (2009.)
- Najbolji dramski uradak (kratka forma)[5]

People's Choice Awards (2009.)
- Najomiljenija online senzacija

Nagrada Emmy za udarne termine (2009.)
- Primetime Emmy Award for Outstanding Special Class - Short-format Live-Action Entertainment Programs[7]

Tijekom dodijele Emmyja za udarne termine 2009. (koju je vodio Harris), govor predstavnika Ernst & Young je "prekinut" skečom u kojem se pojavljuju Harris kao Dr. Horrible i Nathan Fillion kao Captain Hammer, s cameo ulogama Felicie Day i Simona Helberga.

### Nominacije
Constellation Awards (2008.)
- Najbolji glumac 2008. u znanstveno fantastičnom filmu, TV seriji ili mini seriji - Neil Patrick Harris
- Najbolji znanstveno fantastični film, TV serija ili mini serija 2008. godine

## Nastavak
Joss Whedon najavio je da radi na nastavku koji može biti snimljen kao nova mini serija ili film. Nathan Fillion izjavio je kako zna ime novog nastavka, ali da ga još ne želi otkriti.

## Vanjske poveznice
- Dr. Horrible's Sing-Along Blog  Službena stranica  Arhivirana inačica izvorne stranice od 21. studenoga 2008. (Wayback Machine)
- Dr. Horrible's Sing-Along Blog u internetskoj bazi filmova IMDb-a